# Elwira Buszewicz
Elwira Buszewicz (ur. 15 września 1962 w Buczkowicach obok Bielska-Białej) – polska historyk literatury, profesor nauk humanistycznych, nauczyciel akademicki na Wydziale Polonistyki UJ, profesor nadzwyczajny Uniwersytetu Jagiellońskiego, tłumaczka z języka łacińskiego i francuskiego.

## Życiorys
Ukończyła studia polonistyczne na Uniwersytecie Jagiellońskim (1986). Zarówno pracę magisterską, jak i doktorską napisała pod kierunkiem prof. Tadeusza Ulewicza. 
W roku 2007 uzyskała stopień doktora habilitowanego na podstawie dorobku naukowego oraz opublikowanej rok wcześniej monografii poświęconej odom Macieja Kazimierza Sarbiewskiego).Tytuł profesora uzyskała w roku 2018. 
Od roku 1998 jest pracownikiem Uniwersytetu Jagiellońskiego. Obecnie jest zatrudniona na Wydziale Polonistyki w Katedrze Komparatystyki Literackiej.

## Działalność naukowa i translatorska
Jest autorką publikacji poświęconych historii literatury renesansu i baroku, a także literackiego obrazu Krakowa, m.in. Cracovia in Litteris. Obraz Krakowa w piśmiennictwie dobry odrodzenia (1998), antologia tekstów na temat Krakowa w literaturze staropolskiej: Metropolia Sarmatów. Dawni poeci i pisarze o Krakowie (2004), Dawni mistrzowie. Kultura humanistyczna w kręgu Akademii Krakowskiej doby renesansu (2015). 

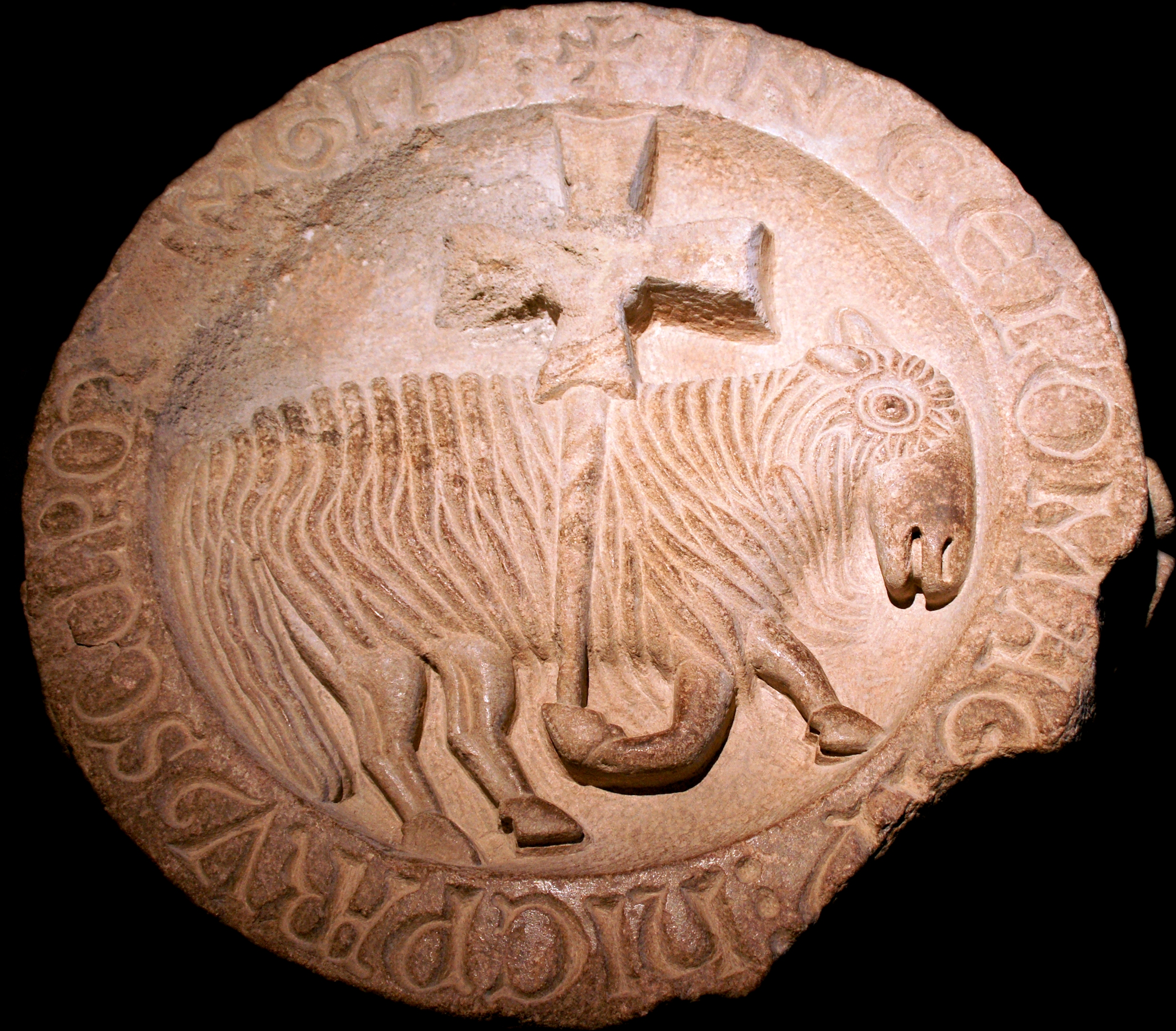
Tu mnie Barankiem wyrzeźbiono małym, W niebie zaś jestem wielkim i wspaniałym. (tłumaczenie inskrypcji Baranka z Cluny)

Dokonała wielu przekładów traktatów filozoficznych, pism teologicznych, kazań, monografii naukowych, a także poezji, m.in. dzieła Tertuliana, Jana Kochanowskiego, Piotra Damianiego, Jeana Leclercqa. 
W 2009 r. przygotowała (wspólnie z Romanem Mazurkiewiczem) wydanie Rytmów o porodzeniu przenaczystszym Bogarodzice Panny Maryjej Grzegorza Czaradzkiego (jest to siedemnastowieczne niepełne tłumaczenie poematu De partu Virginis Sannazara). Wraz z Wojciechem Ryczkiem przygotowała dwujęzyczne edycje komentowane wydanie Księgi elegii podróżnych (Hodoeporicorum liber) Jana Rybińskiego (2014) i Żywot świętego Stanisława Kostki, Polaka Grzegorza z Sambora (2018), a także wybór poezji Jana Kochanowskiego Fraszka z każdej strony, (Nie)przejrzystość (2019) w serii Poezje. 
W 2011 r. wydała, we własnym przekładzie i opracowaniu zbiór poezji Grzegorza z Sambora (Carmina selecta/ Poezje wybrane, 2011). Dokonała też pierwszego polskiego przekładu traktatu Księga Gomory Piotra Damianiego (przekład tekstu łacińskiego ukazał się w książce Krzysztofa Skwierczyńskiego, Mury Sodomy. Piotra Damianiego Księga Gomory i walka z sodomią wśród kleru (Kraków 2011). 
Publikowała w m.in. Universitas, Terminusie, Ruchu Literackim, Roczniku Krakowskim, a także w seriach: Źródła monastyczne, Źródła Myśli Teologicznej i Biblioteka Tradycji Literackich. 

## Zainteresowania badawcze
Jej zainteresowania badawcze to przede wszystkim literatura polska doby renesansu i baroku (ze szczególnym uwzględnieniem poezji nowołacińskiej), twórczość Jana Kochanowskiego, Mikołaja Reja, Macieja Kazimierza Sarbiewskiego i Wacława Potockiego. Bada intertekstualność (rozumianą jako dialog tekstów czy gra z odbiorcą), historię idei, a także zagadnienia związane z retoryką, patrystyką, tradycją monastyczną oraz teorią i praktyką przekładu. 

## Wybrane publikacje

### Monografie
1. Cracovia in litteris. Obraz Krakowa w renesansowym piśmiennictwie. Próba ujęcia porównawczego na tle literackiej idei miasta. Kraków 1998 (rozprawa doktorska).
2. Sarmacki Horacy i jego liryka. Imitacja – Gatunek – Styl. Rzecz o poezji Macieja Kazimierza Sarbiewskiego, Kraków 2006 (rozprawa habilitacyjna).
3. Dawni mistrzowie. Kultura humanistyczna w kręgu Akademii Krakowskiej doby renesansu, Kraków 2015.

### Przekłady
1. Tertulian, Przeciw Prakseaszowi, w: Trójca Święta, Źródła Myśli Teologicznej, Kraków 1997; (z łaciny).
2. Tomasz Treter, Teatr cnót świątobliwego Stanisława Hozjusza, Biblioteka Tradycji Literackich nr 20, Kraków 1998  (przekład 25 ód)[9].
3. Jan Hadeliusz, Skąd pochodzi nazwa Krakowa?; Kasper Ursinus Weliusz, Obrona przesławnego królewskiego miasta Krakowa; Biblioteka Tradycji Literackich nr 21. Edycja polsko-łacińska, Kraków 1998.
4. Ben Sanders, Ku nowej ocenie znaczenia źródeł "Psałterza Dawidowego" Jana Kochanowskiego. Rola "In librum Psalmorum Commentarius" Jana Kalwina, Terminus, R. II (2000), z. 1-2 (z angielskiego)
5. Jan Kochanowski, Elegia IV, 3, Terminus, jw. (z łaciny).
6. Jan Kochanowski, Ody (trzy ody), Terminus, 2002.
7. Jan Kochanowski, Pan zamechski, w: Jan Kochanowski, Dryas Zamchana Polonice et Latine, Pan Zamchanus Latine et Polonice, oprac. A. Gorzkowski, Kraków 2002.
8. Jan Kochanowski, Ody (trzy ody), Terminus, 2003.
9. [wybór i przekład] Maciej Kazimierz Sarbiewski, peregrinatio terrestris. Carmina selecta/Ziemskie pielgrzymowanie. Wiersze wybrane, przeł. Elwira Buszewicz, Kraków 2003.
10. Jan Bukowiecki, Krótka rozprawa o hojności i chciwości, Biblioteczka Nadwarciańskiego Rocznika Historyczno-Archiwalnego nr 16, Gorzów-Bledzew 2004.
11. Augustyn ze Stargardu (zwany niegdyś Angelusem), Protokół; Kamieńska kronika – rodowód książąt pomorskich, oprac. Edward Rymar, Stargard 2008.
12. Stanisław Orzechowski, Apologia w obronie Kwinkunksa albo w obronie władzy królewskiej, w: Stanisława Orzechowskiego i Augustyna Rotundusa debata o Rzeczypospolitej, oprac. K. Koehler, WAM, Kraków 2009 (s.235-284).
13. Polemika kluniacko-cysterska z XII w. Św. Bernard z Clairvaux, Apologia do opata Wilhelma, Piotr Czcigodny, List 28 do Bernarda z Clairvaux, Hugon z Amiens, Apologia, Traktat pewnego opata, Idung, Dysputa dwóch mnichów, oprac. M. Gronowski, Kraków 2010.
14. Piotr Damiani, Księga Gomory, w: K. Skwierczyński, Mury Sodomy. Piotra Damianiego Księga Gomory i walka z sodomią wśród kleru, Kraków 2011;
15. Jean Leclercq,Humanista – eremita. Błogosławiony Paweł Giustiniani (1476-1528), Kraków 2014 (z franc.)
16. Jean Leclercq, Sam na sam z Bogiem. Życie pustelnicze na podstawie doktryny mistycznej błogosławionego Pawła Giustinianiego, Kraków 2014 (z franc.)
17. Piotr Damiani, Żywot błogosławionego Romualda, pustelnika i opata, Kraków 2019
18. Uroczysta koronacja Najświętszej Panny Maryi Trockiej. Solennitas coronationis Beatissimae Virginis Mariae...w: Ave Maris Stella: na jubileusz koronacji obrazu Matki Boskiej Trockiej, Wilno 2019[10].

### Tomy pod redakcją
1. Czterysta lat karmelitanek bosych w Polsce. 1612-2012, red. E. Buszewicz, A. Smagacz, Kraków 2014.
2. Ars bene vivendi. Studia ofiarowane Profesorowi Maciejowi Włodarskiemu w 70. Rocznicę urodzin, red. E. Buszewicz, L. Grzybowska, Kraków 2017.
3. Fraszka z każdej strony... (Nie)przejrzystość. Wiersze. Jan Kochanowski. oprac. E. Buszewicz, W. Ryczek,.Universitas. Towarzystwo Autorów i Wydawców, 2019

### Edycje komentowane
1. Metropolia Sarmatów. Dawni poeci i pisarze o Krakowie. Antologia, wybór i oprac. E. Buszewicz, Kraków 2004.
2. Grzegorz Czaradzki, Rytmy o porodzeniu przenaczystszym Bogarodzice Panny Maryjej, NERITON, Warszawa 2009, s. 270 (wraz z Romanem Mazurkiewiczem).
3. Grzegorz z Sambora, Carmina selecta/Poezje wybrane, Warszawa 2011.
4. Jan Rybiński, Księga elegii podróżnych (Hodoeporicorum liber), Warszawa 2015 (wraz z Wojciechem Ryczkiem)
5. George Buchanan, Baptistes sive Calumnia, Walenty Maciej Tepper, Wiersz smutny, śmierć męczeńską świętego Jana Chrzciciela wyrażający, Lublin 2016 (wraz z Romanem Mazurkiewiczem).
6. Grzegorz z Sambora, Żywot świętego Stanisława Kostki, Polaka (przeł. E. Buszewicz, oprac. E. Buszewicz, W. Ryczek), Kraków 2018.

Artykuły, studia itp.:
1. Między mitem a eschatologią. Reja i Kochanowskiego wizja zaświatów w: Wokół Kochanowskiego i jego czasów. Materiały sesji naukowej poświęconej kulturze literackiej Małopolski w dobie Renesansu (Kielce, 10-11 października 1992),Wyższa Szkoła Pedagogiczna im. J. Kochanowskiego), Kielce 1994.
2. New Wine in Old Amphoras. Traditional Christian Prayers in Polish Neo-Latin Poetry (From Paul of Krosno to Albert Ines) w: Pietas Humanistica. Neo-Latin Religious Poetry in Poland in European Context, red. P. Urbański, Peter Lang 2006.
3. Between General and Particular: The ‘Polish Horace’ Promoting Ladislaus IV Vasa’s Fame, w: Acta Conventus Neo-Latini Budapestinensis: Proceedings of the Thirteenth International Congress of Neo-Latin Studies (Budapest, 2006), oprac. Rhoda Schnur i in., Tempe (AZ): Arizona Center for Medieval and Renaissance Studies, 2010.
4. The Dead Persons, Lapidary Letters, Immortal Memory. Atoms of the Poesis Artificiosa in the Church of St. Casimir the Prince, Kraków, w: Poesis Artificiosa. Between Theory and Practice, red. A. Borysowska, B. Milewska-Waźbińska, Frankfurt am Mein, (Peter Lang) 2013, s. 119-133.
5. The Imitatio Antiquorum. A Key to Discovering Meanings. Sigismund III in Maciej Kazimierz Sarbiewski’s Laudatory Ode (Lyr II 22), w: Acta Conventus Neo-Latini Upsaliensis. Proceeding of the Fourteenth International Congress of Neo-Latin Studies (Uppsala 2009), ed. Astrid Steiner-Weber et al., BRILL, Leiden-Boston 2012, s. 267-274.
6. Poetry and the Respublica Litterarum in the Sixteenth Century. The Communication of Ideas: George Buchanan and Jan Kochanowski, „Renaissance and Reformation. Renaissance et Réforme” Vol. 36, No 4 (2013), p. 53-80.
7. Forma gatunkowa ody w łacińskiej poezji Jana Kochanowskiego („Lyricorum libellus”), Terminus. Pismo Poświęcone Tradycji Klasycznej w Kulturze Nowożytnej Tom 16 (2014), z. 1 (30), s. 21-38.
8. Pudici ignes. Fièvre amoureuse et allégories mystiques dans quelques épigrammes latines de Maciej Sarbiewski, in: L'Unique change de scène. Écritures spirituelles et discours amoureux (XII e-XVII e siècle), dir. Ferrer Véronique, Marczuk Barbara, Valette Jean-René. Collections Rencontres No 161. Serie Le Siècle classique No 4, Éditions Classiques Garnier, Paris 2016, p. 443-452.
9. Fragmenty wielkich (księgo)zbiorów. Okolicznościowe publikacje Kazimierza Fortunata Albrychowicza związane z promocjami na Uniwersytecie Krakowskim, w: Monastycyzm XV-XVIII wieku. Tradycja średniowieczna wobec wyzwań nowożytnego humanizmu. Redakcja naukowa Michał T. Gronowski OSB, Piotr Urbański. Kultura Pierwszej Rzeczypospolitej w dialogu z Europą. Hermeneutyka Wartości. Seria pod redakcją naukową Aliny Nowickiej-Jeżowej Tom IV, Wydawnictwa Uniwersytetu Warszawskiego, Warszawa 2016, s. 271-297.
10. Epitafia Piotra Abelarda a wzorzec uczonego w średniowiecznej Europie, w: Ars bene vivendi. Studia ofiarowane Profesorowi Maciejowi Włodarskiemu w 70. Rocznicę urodzin, Kraków 2017, s. 173-196.
11. Wincenty Kadłubek w dziele Rosa inter spinas Andrzeja Kanona SI, w: Dziedzictwo Wincentego Kadłubka. Cystersi – miasto – region od średniowiecza do współczesności”. Kraków 2018.
12. Semiotics of Old Age in Polish Neo-Latin Poetry. Samboritanus, Cochanovius, Treter, Sarbievius, Ines, „Symbolae Philologorum Posnaniensium Graecae et Latinae” XXVII (2017)/2, s. 85-101.
13. Jan Kochanowski i Pani Melancholia. Dwa gesty retoryczne i ich kulturowe konteksty, w: Sława z dowcipu wiecznie sama stoi. Prace ofiarowane Pani Profesor Alinie Nowickiej-Jeżowej z okazji pięćdziesięciolecia pracy naukowej, red. M. Hanusiewicz-Lavallee, W. Pawlak, Lublin 2018, s. 109-120.
14. Wzloty, odchylenia i lamenty, czyli imitatorzy wobec potrzeby nowości, Śląskie Studia Polonistyczne 2019, nr 2  (14), s. 45-66.